# Monster Hunter Stories 2: Wings of Ruin
Monster Hunter Stories 2: Wings of Ruin es una de las entregas de la serie de videojuegos Monster Hunter. El juego fue desarrollado y publicado por Capcom para la consola Nintendo Switch. Es la secuela de Monster Hunter Stories y fue lanzado en julio de 2021.

## Desarrollo
Nintendo reveló  poliédricas el juego el 17 de septiembre del 2020, durante un Nintendo Direct Mini: Partner Showcase. Esto fue seguido con más información durante el Monster Hunter Direct el mismo día. En el Direct se mencionó que tendría compatibilidad con Monster Hunter Rise. Más información sobre el juego fue revelada en la Tokyo Game Show.

## Trama
La historia comienza con la desaparición masiva de Rathalos en todo el mundo. Como descendiente del legendario rider llamado Red, el personaje del jugador tendrá un encuentro fatídico con una chica wyveriana de pelo blanco, a quien se le ha confiado un huevo de Rathalos.

## Lanzamiento
El juego se lanzó para Nintendo Switch y Microsoft Windows el 9 de julio del 2021.

## Recepción
Monster Hunter Stories 2: Wings of Ruin recibió "críticas generalmente favorables" de acuerdo con Metacritic.
PCGamesN escribió acerca del juego: "Si bien la repetitividad de su sistema de combate por turnos puede volverse frustrante, Monster Hunter Stories 2 es más que un giro novedoso en los componentes principales de la serie." Otorgándole un 8/10.